# Spiro Jorgo Koleka
Spiro Jorgo Koleka (nevének ejtése spiɾɔ jɔɾɡɔ kɔlɛka; Vuno, 1880 – Uja i Ftohtë, 1940) albán politikus, földbirtokos, építőmérnök. Az 1920-as évek első felében nemzetgyűlési képviselő, közmunkaügyi és mezőgazdasági miniszter (1921–1923) volt. 1924 után élete nagy részét emigrációban töltötte, csak élete utolsó évét töltötte ismét hazájában. Spiro Koleka (1908–2001) kommunista politikus apja.

## Életútja
A Himara vidéki Vuno falu szülötte volt. Felsőfokú tanulmányait Ausztriában végezte, ahol építőmérnöki oklevelet szerzett. 1914 februárjában tagja volt annak a neuwiedi albán delegációnak, amely az Albán Fejedelemség kijelölt uralkodójának, Vilmos fejedelemnek felajánlja az albán koronát. 1920-ban küldöttként részt vett az ország közjogi helyzetét az első világháború után rendező lushnjai kongresszuson, majd Sylejman Delvina kormányában tárca nélküli miniszteri posztot kapott (1920. május–november). 1921-től 1923-ig nemzetgyűlési képviselő volt, emellett 1921. december 24-e és 1923 május 30-a között két egymást követő kabinetben is ellátta a közmunkaügyi és mezőgazdasági miniszteri feladatokat.
A politika élvonalából ezt követően visszavonult, és Korça prefektúra vezetője lett. Ahmet Zogu hatalmának 1924 végi megszilárdulását követően az emigrációt választotta. Előbb Ausztriában, majd Horvátországban és Olaszországban, végül Korfu szigetén élt. A Zogu hatalmának végét jelentő 1939. áprilisi olasz megszállást követően visszatért Albániába, de politikai szerepet a megszállók felől érkező felkérések ellenére sem vállalt. Utolsó évét Vlora mellett, Uja i Ftohtë-i birtokán élte le.